# Natation aux Jeux olympiques d'été de 1924
Vous lisez un « article de qualité » labellisé en 2024.
Navigation
Les épreuves de natation lors des Jeux olympiques d'été de 1924 organisés à Paris se déroulent du 13 juillet au 20 juillet 1924.
Le programme de la natation aux Jeux, qui a varié lors des éditions précédentes, est fixé en 1924 et reste inchangé jusqu'aux Jeux de Melbourne en 1956. Pour les hommes : en nage libre, 100, 400 et 1 500 mètres en individuel et un relais 4 × 200 mètres ; en dos, 100 mètres ; en brasse, 200 mètres. Pour les femmes : en nage libre, un 100 et un 400 mètres en individuel et un relais 4 × 100 mètres ; en dos, 100 mètres ; en brasse, 200 mètres.
Pour la première fois, les épreuves de natation ont lieu dans un bassin long de 50 mètres, permanent et destiné à être conservé ensuite : le stade aquatique des Tourelles, construit par la Ville de Paris, porte des Lilas. Pour la première fois aussi, les couloirs de nage sont matérialisés par des lignes de bouchons.
Comme lors des Jeux d'Anvers en 1920, la domination des nageurs et nageuses des États-Unis est totale, laissant peu de place aux autres nations. Seuls la Britannique Lucy Morton au 200 mètres brasse et l'Australien Andrew Charlton au 1 500 mètres nage libre empêchent les nageuses et nageurs américains de remporter toutes les médailles d'or. Ce 1 500 mètres nage libre masculin est aussi la seule course où aucun Américain n'est présent sur le podium.
En nage libre, pour la première fois de l'histoire olympique, tous les concurrents et toutes les concurrentes utilisent le crawl, même sur les longues distances. De même, tous les nageurs utilisent la technique du « dos crawlé ». Contrairement aux hommes, certaines nageuses ont conservé l'ancien style de « dos brassé ». L'élimination de ces dernières dès les séries du 100 mètres dos féminin est considérée comme la preuve définitive de la supériorité du « nouveau style ».
Si le nageur américain Johnny Weissmuller marque les Jeux sur 100 mètres et 400 mètres nage libre avec sa technique de nage et ses virages d'un nouveau type, les spectateurs admirent aussi les nageuses américaines. Ils rendent par ailleurs hommage aux « vétérans » : l'Hawaïen Duke Kahanamoku, vainqueur du 100 mètres nage libre en 1912 et 1920 qui à 34 ans repart encore avec l’argent sur cette distance, ou l'Australien Frank Beaurepaire (33 ans), médaillé de bronze sur 1 500 mètres nage libre comme à Londres en 1908 et Anvers en 1920. Les jumeaux suédois Arne et Åke Borg ainsi que l'Australien Andrew Charlton ont les faveurs du public pour leurs performances éclipsées par celle de Weissmuller.

## Organisation
Le Comité international olympique a délégué à la FINA l'organisation des épreuves nautiques aux Jeux olympiques : programme des épreuves, composition des séries, recrutement des officiels et gestion des réclamations. En ce qui concerne les Jeux de Paris de 1924, l'organisation spécifique des épreuves nautiques est confiée au poloïste olympique Émile-Georges Drigny.

### Stade nautique

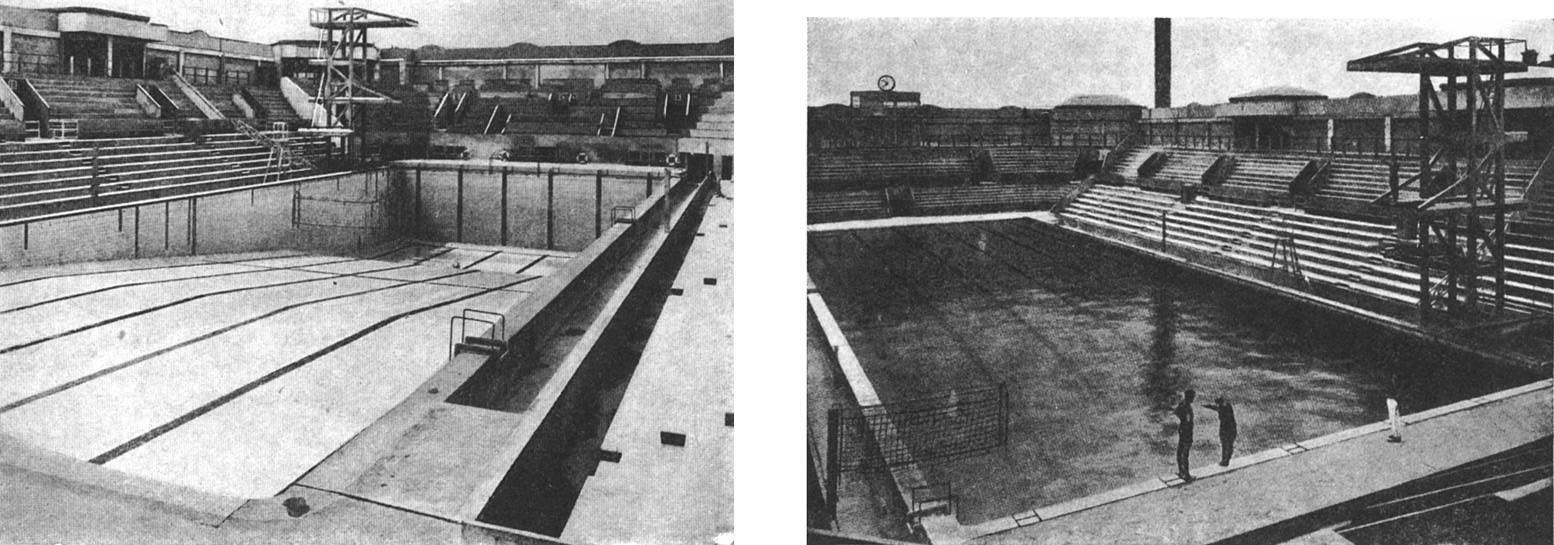
La piscine des Tourelles pour les Jeux de 1924 : vide et remplie.

Pour la première fois, les épreuves de natation ont lieu dans un bassin permanent destiné à être conservé ensuite : le stade aquatique des Tourelles,,,,,.
Au printemps 1921, lorsqu'il est certain que Paris va organiser les Jeux de 1924, se pose la question de la création des infrastructures. Dans un premier temps, la municipalité de Paris et le comité d'organisation lancent un concours d'architecture pour les stades et le village olympique. En parallèle, divers emplacements sont envisagés : le stade Pershing réaménagé, le Parc des Princes, la porte Dorée ou le parc des sports de Marville. Le stade nautique est alors prévu dans les fossés des fortifications de Paris, porte des Lilas, au nord-est de la ville. Finalement, en avril 1922, tous ces projets sont abandonnés quand le comité d'organisation passe un accord avec le Racing Club de France pour la construction des installations sur ses terrains à Colombes. Le stade nautique doit alors être construit avec des tribunes pouvant accueillir 3 000 personnes de façon permanente ainsi que des tribunes provisoires pour 7 000 de plus lors des Jeux. Malgré tout, fin mars 1923, la ville de Paris et le Conseil général de la Seine annoncent financer la construction du stade aquatique des Tourelles (à nouveau porte des Lilas), pouvant lui aussi accueillir 10 000 personnes. Il est mis à la disposition de l'organisation des Jeux. Le stade nautique à Colombes est quant à lui presque achevé alors. Il semble que l'État, par la voix du préfet, penche pour la solution parisienne. Fin novembre 1923, la décision du comité d'organisation tombe définitivement : les épreuves de natation auront lieu aux Tourelles. Le stade aquatique de Colombes reste la propriété du Racing Club de France.
Les travaux sur le stade aquatique des Tourelles commencent le 23 juin 1923 et sont prévus pour durer jusqu'en mars de l'année suivante. Le bâtiment repose sur 620 pieux de béton armé. Il mesure 74 mètres de long et 47 mètres de large, sur trois étages. Chaque étage accueille des vestiaires et des tribunes. Le bassin est long de 50 mètres et large de 18 mètres ; sa profondeur passe de 5 mètres d'un côté à 1,50 mètre de l'autre. Le bâtiment est prévu pour être recouvert après les Jeux,,,. Si la construction ne prend pas de retard, le budget est largement dépassé. En décembre 1923, la municipalité de Paris accepte de monter son financement à 2,4 millions de francs pour couvrir l'augmentation des dépenses ; mi-janvier, le département de la Seine porte sa participation à 1,6 million de francs,. Les sommes dépensées pour construire la piscine sont équivalentes à celles que l'État destine chaque année à l'éducation physique scolaire. Début janvier 1924, les responsables de la construction (architectes et directeur des travaux) sont sanctionnés. Finalement, le stade nautique est inauguré le 8 juin 1924 par un meeting de natation et de plongeon.
Émile-Georges Drigny, alors secrétaire général de la Fédération française de natation et de sauvetage, suggère un bassin différent de celui des Jeux précédents, ce que la FINA accepte. Alors qu'il était long de 100 mètres à Londres en 1908, Stockholm en 1912 ou Anvers en 1920, pour la première fois, et pour tous les Jeux suivants, il est long de 50 mètres. La commission technique de l'organisation des Jeux et la Fédération française de natation et de sauvetage avaient demandé aux architectes de la piscine de prévoir des rigoles latérales pour briser les vagues, mais ne les avaient pas obtenues. Finalement, l'utilisation de « lignes d'eau » matérialisant des couloirs de nage par des lignes de bouchons rouges reliés par une corde a deux effets positifs. Les lignes de bouchons servent de brise-vague, remplaçant avantageusement les rigoles latérales. Surtout, elles évitent les réclamations pour gêne entre nageurs. Les lignes d'eau, utilisées pour la première fois lors des Jeux de Paris sont ensuite généralisées,,,,. De plus, des lignes d'eau sont aussi tracées, en carrelage noir, au fond du bassin puisque la cuve en béton oblige à poser du carrelage pour des raisons d'étanchéité. Ces lignes permettent aux concurrents de nager droit, à une époque où les lunettes de natation n'existent pas encore,. Il semble aussi que le bassin des Tourelles ait disposé d'un système de chauffage de l'eau à une température idéale pour les nageurs (20 °C),,.
Les sources diffèrent quant à l'installation d'un mécanisme contre les faux départs (une corde suspendue à quinze mètres du départ pouvant être abaissée pour arrêter les nageurs en cas de faux-départ),,,. Selon le rapport officiel, il avait été suggéré à la FINA, qui l'avait refusé. Selon Emmanuel Auvray, il aurait été accepté. Selon Thierry Terret, il n'aurait été utilisé qu'une fois, mais les nageurs, ayant mal compris son usage, se seraient contentés de passer par dessus la corde et de poursuivre la course. La FINA aurait alors renoncé à l'utiliser.
L'Écho des Sports, après le début des Jeux, décrit favorablement la structure. Si l'apparence extérieure ne semble pas plaire aux Parisiens et si d'un premier abord les couloirs et escaliers intérieurs sont frais et labyrinthiques, les tribunes offrent non seulement une très belle vue sur Paris (« l'on dirait une piscine luxueuse sur le toit d'un immeuble parisien »), mais aussi sur les compétitions elles-mêmes. La piscine est lumineuse : les nageurs et nageuses sont visibles jusque dans l'eau, très claire, à l'inverse des Jeux précédents. Le tableau d'affichage et les haut-parleurs renseignent aussi de façon très compréhensible les spectateurs pas toujours au fait de la natation de compétition. La piscine est peut-être un peu trop lumineuse à la mi-juillet 1924. Des vendeurs à la sauvette autour des entrées proposent non seulement des journaux, des bonbons ou des jumelles, mais aussi des lunettes de soleil,,.

### Finances
Le stade nautique mis à la disposition de l'organisation des Jeux avait donc été financé par la Ville de Paris et le département de la Seine.
Au total, sur les seize réunions (une par demi-journée), ce sont 41 945 spectateurs payants qui ont été présents dans les tribunes. Les entrées payantes ont rapporté 416 410 francs,. En fonction de l'emplacement dans les tribunes, le prix du billet varie : plus on est haut, moins on paye. Dans la tribune la plus chère, les billets pour les places assises vont (en fonction des réunions) de 12 à 50 francs. L'abonnement pour les seize réunions va de 300 à 400 francs. Dans les gradins debout, le prix du billet va de 4 à 12 francs et l'abonnement y varie de 80 à 100 francs. Tout en haut, les billets, délivrés uniquement pour la demi-journée (pas d'abonnement), vont de 2 à 5 francs.
Les après-midis de finales des 14 et 20 juillet ont attiré plus de 6 000 spectateurs payants, pour un stade de 10 000 places. À titre de comparaison, le stade d'athlétisme à Colombes, prévu pour 60 000 spectateurs, a accueilli, au plus, entre 18 000 et 21 000 spectateurs,. Les épreuves nautiques, avec le football, ont été considérées comme celles ayant remporté le plus grand succès populaire,,,.

### Programme
Le programme des épreuves est définitivement fixé et reste inchangé jusqu'aux Jeux de Melbourne en 1956. Il est fixé lors du congrès de la FINA, en marge du congrès olympique de Lausanne, le 31 mai 1921.
Le programme masculin aux Jeux de Paris en 1924 est le même qu'aux Jeux de Londres en 1908, où il a commencé à être fixé : en nage libre, 100, 400 et 1 500 mètres et un relais 4 × 200 mètres ; en dos, 100 mètres ; en brasse, 200 mètres. L'éphémère 400 mètres brasse présent à Stockholm en 1912 et Anvers en 1920 a en effet été retiré définitivement du programme olympique masculin qui n'évolue alors plus jusqu'aux Jeux de Melbourne en 1956,.
Le programme féminin continue à évoluer et à être étoffé. Il comptait deux épreuves à Stockholm en 1912 (en nage libre : un 100 mètres individuel et un relais 4 × 100 mètres) puis trois épreuves à Anvers en 1920 (en nage libre : un 100 et un 300 mètres en individuel et un relais 4 × 100 mètres). Aux Jeux de Paris en 1924, on monte à cinq épreuves : en nage libre, un 100 et un 400 mètres en individuel et un relais 4 × 100 mètres ; en dos, 100 mètres ; en brasse, 200 mètres. Ce programme féminin n'évolue plus non plus jusqu'aux Jeux de 1956,,.
Selon l'historien du sport Thierry Terret, la société française du début des années 1920 considère la natation comme un sport convenant aux femmes. Pour l'historienne Anne Velez, la natation est « recommandable » pour les femmes car, selon les standards l'époque, elle est une activité moins violente que d'autres sports réputés menacer leur capacité à procréer,. Peu mus par une volonté d'égalité, les clubs y sont favorables pour des logiques commerciales, la mixité semblant favoriser le nombre d'adhésions masculines. D'après Anne Velez, « [la natation féminine] est aussi respectable et  convenable. L’image offerte des  sportives est positive, les nageuses  respectent les normes de genre Le  spectacle donné est esthétique. L’effort est invisible ou toléré car il ne marque pas, il n’est jamais brutal, ». 
Pour Thierry Terret, le programme des Jeux de Paris est envisagé comme une étape dans le processus d'harmonisation des épreuves masculines et féminines. Cependant, ce processus s'arrête, jusqu'en 1956, olympiade lors de laquelle s'ajoute le papillon, suivi en 1968 par le 800 mètres nage libre, la parité en nombre d'épreuves étant atteinte en 1976. Aux Jeux de Tokyo de 2020, les hommes disputent le 800 m nage libre alors que le 1 500 mètres nage libre s'ouvre aux femmes et qu'apparaît le relais mixte 4 × 100 mètres quatre nages.

### Règlement
Le Comité international olympique a fixé lors de son congrès de 1921 à Lausanne les règles s'appliquant aux Jeux. Il a ainsi été décidé que, comme pour tous les autres sports disposant d'une fédération internationale, le règlement de la natation aux Jeux de 1924 est celui mis au point par la FINA, tant en ce qui concerne les règles d'amateurisme que l'organisation des courses elles-mêmes et leur arbitrage. Ainsi, les interdictions liées à l'âge ou au sexe biologique sont abolies,.
Les règles de la FINA concernant l'amateurisme sont rappelées dans le rapport des Jeux de 1928 à Amsterdam. Un nageur amateur ou une nageuse amatrice est défini comme n'ayant jamais nagé pour de l'argent, parié de l'argent sur sa course, parié de l'argent sur n'importe quelle course de natation et plus généralement n'ayant jamais parié d'argent sur une épreuve sportive. Un nageur amateur ou une nageuse amatrice est défini comme n'ayant jamais enseigné la natation, ou n'importe quel autre sport, contre rémunération. Un nageur amateur ou une nageuse amatrice est défini comme n'ayant jamais nagé volontairement contre un ou une adversaire qui n'aurait pas été amateur ou amatrice (sauf dans le cas de compétitions militaires ou navales) ; et si cela avait été le cas, involontairement, le nageur amateur ou la nageuse amatrice aurait alors dû énergiquement protester. En général, être professionnel dans n'importe quel sport fait devenir professionnel en natation. Ces règles sont en fait les mêmes qu'à Stockholm en 1912. On peut donc considérer que ce sont celles qui s'appliquent en 1924 à Paris.
Comme pour les Jeux précédents, le règlement concernant les costumes de nage reste strict. Les règles sont les mêmes pour les nageurs et les nageuses. Le costume doit être noir ou bleu foncé. Les bretelles aux épaules doivent faire au moins trois centimètres de large ; l'encolure ne peut pas descendre plus bas que huit centimètres depuis la base du cou (devant et derrière) ; l'emmanchure ne peut descendre à plus de huit centimètres de l'aisselle. Le costume doit descendre d'au moins dix centimètres depuis l'entrejambe sur les cuisses. Au niveau du bassin et des hanches, le nageur ou la nageuse doit porter soit un caleçon de bain sous le costume, soit une jupe sur le costume. Dans un cas comme dans l'autre, caleçon comme jupe doivent être longs d'au moins huit centimètres. Tout signe distinctif (emblème national, par exemple) ne peut décorer le costume de bain qu'au-dessus de la taille,.
En ce qui concerne les épreuves elles-mêmes, comme pour les Jeux précédents, la sélection fonctionne par série et non au classement au temps. Les deux premiers de chaque série et le meilleur troisième sont qualifiés pour les demi-finales. Ensuite, les deux premiers de chaque demi-finale et le meilleur troisième sont qualifiés pour la finale.

### Engagements

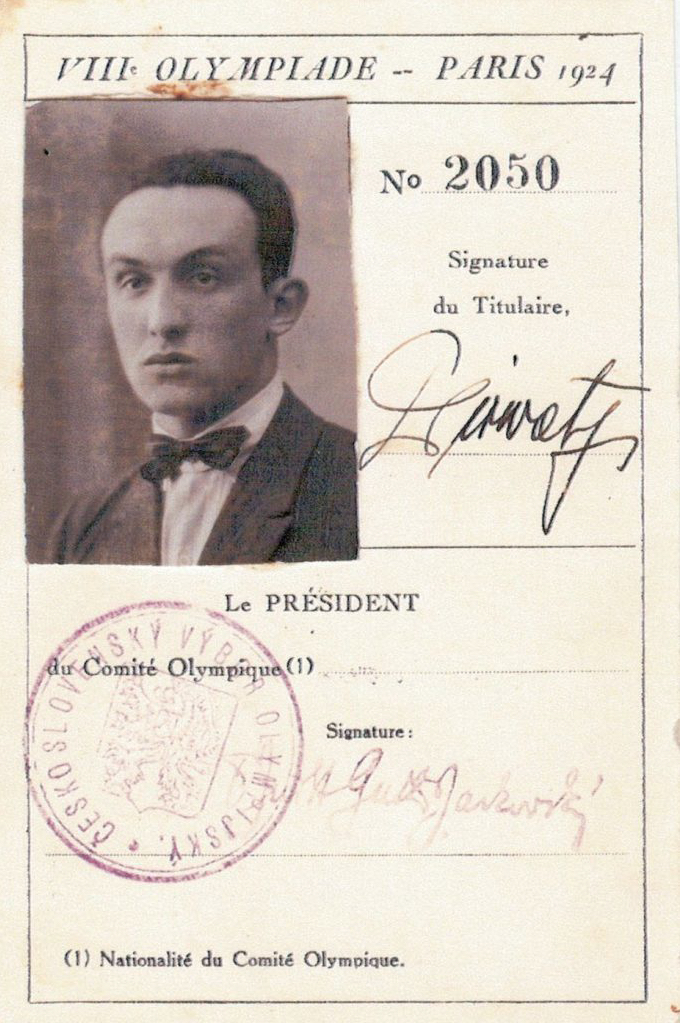
Carte d'identité d'athlète pour les Jeux de 1924 : ici, le nageur tchécoslovaque Rudolf Piowaty.

Alors que, lors des premiers Jeux, les inscriptions étaient libres, parfois par club sportif voire individuellement, au fur et à mesure, des limitations ont été mises en place. Depuis Londres en 1908, les nageurs représentent leur pays uniquement. Le congrès de la FINA, en marge du congrès olympique de Lausanne, fin mai 1921, a décidé la reprise des relations sportives avec l'Autriche et la Hongrie (même si France, Belgique et Royaume-Uni ont voté contre). Ces deux nations peuvent donc désormais participer aux Jeux, mais pas encore l'Allemagne,. À Londres en 1908 et Stockholm en 1912, un pays pouvait inscrire jusqu'à douze nageurs ou nageuses par course,. Pour les Jeux de 1924, le nombre d'inscriptions possibles est ramené à trois nageurs ou nageuses par épreuve et un seul relais (avec la possibilité de deux remplaçants ou remplaçantes par relais),. Les nations participantes doivent faire parvenir leur nombre (probable) d'engagés six semaines avant le début des Jeux, soit le 1er juin ; la liste nominative des engagés doit parvenir au comité d'organisation trois semaines avant le début des Jeux, soit le 22 juin. La date limite pour déclarer un forfait est fixée au 3 juillet soit dix jours avant les Jeux afin de donner le temps aux organisateurs de réorganiser les séries.
Au total, 23 nations engagent 211 nageurs et nageuses. En enlevant les forfaits, ce sont finalement 173 nageurs et nageuses qui participent aux épreuves des Jeux de Paris. C'est donc une augmentation de 34% du nombre de concurrents et concurrentes par rapport aux Jeux précédents à Anvers. Les nageurs australiens ayant plus de 16 000 kilomètres à parcourir pour se rendre aux Jeux sont partis dès la fin avril. Après six semaines de mer, ils ont pu reprendre l'entraînement à la piscine des Tourelles début juin pour rattraper les semaines sans nager. Les nageurs japonais sont arrivés peu après. À titre de comparaison, les nageurs américains n'ont eu que six jours de mer et les Britanniques six heures. Les derniers nageurs, des Français, sont arrivés de Tourcoing la veille du début des épreuves. La nageuse néo-zélandaise Gwitha Shand quitte son pays le 13 mai pour traverser le Pacifique jusqu'à Vancouver, puis le continent américain et enfin l'océan Atlantique. Elle se maintient en forme avec des exercices quotidiens à bord des navires. Arrivée en Grande-Bretagne mi-juin, elle s'y entraîne quelques jours avant de rejoindre Paris. Elle a failli ne pas pouvoir participer aux Jeux de Paris, justement à cause de la distance et des frais à engager qui incluaient, pour cette jeune nageuse de 20 ans, la nécessité d'un chaperon,. Les fonds nécessaires étaient à peine réunis à quelques jours de son départ. Trois des nageurs canadiens auraient par contre été interdits de compétition par la fédération internationale : ils avaient été engagés par le comité olympique canadien directement auprès de l'organisation des Jeux au lieu de passer par la FINA.
| - Argentine (4 engagés, 4 participants) - Australie (5 engagés, 5 participants) - Belgique (7 engagés, 6 participants) - Canada (4 engagés, 2 participants) - Danemark (7 engagées, 7 participantes) - Espagne (7 engagés, 4 participants) - États-Unis (16 engagés et 11 engagées, 15 participants et 11 participantes) - Finlande (2 engagés, 2 participants) - France (16 engagés et 8 engagées, 20 participants : les deux remplaçantes et deux remplaçantes des relais n'ont pas nagé) - Grande-Bretagne (18 engagés et 10 engagées, 26 participants : les deux remplaçantes des relais n'ont pas nagé) - Grèce (6 engagés, 1 participant) - Hongrie (14 engagés et une engagée, 6 participants et une participante) |  |  | - Italie (8 engagés, 6 participants) - Japon (6 engagés, 6 participants) - Luxembourg (3 engagés et 2 engagées, 2 participants et 2 participantes) - Norvège (3 engagés, 1 participant) - Nouvelle-Zélande (un engagé et une engagée, 2 participants) - Pays-Bas (7 engagés et 5 engagées, 12 participants) - Portugal (1 engagé, 1 participant) - Suède (10 engagés et 4 engagées, 14 participants) - Suisse (2 engagés, 2 participants) - Tchécoslovaquie (8 engagés et 3 engagées, 6 participants et 3 participantes) - Yougoslavie (11 engagés, 7 participants) |

## Déroulement
Comme lors des Jeux précédents, la domination des nageurs et nageuses des États-Unis est totale, laissant peu de place aux autres nations. Seuls la Britannique Lucy Morton au 200 mètres brasse et l'Australien Andrew Charlton au 1 500 mètres nage libre empêchent les nageurs et nageuses américains de remporter toutes les médailles d'or. Johnny Weissmuller prend la succession de Duke Kahanamoku sur le 100 mètres nage libre et s'impose sur le 400 mètres,,,. Les performances du Suédois Arne Borg, 4e sur le 100 mètres nage libre et deux fois deuxième sur les 400 mètres et 1 500 mètres nage libre marquent aussi les observateurs,.
Johnny Weissmuller, vainqueur du 100 mètres chez les hommes, et Ethel Lackie, qui remporte la même distance chez les dames, sont tous deux entraînés en club par William Bachrach, qui est le coach de l'Illinois Athletic Club. Il faut attendre les Jeux de 1956 pour que ce fait se reproduise,. William Bachrach est, comme pour les Jeux d'Anvers, l'entraîneur de l'équipe américaine en général. Il est aussi à Chicago le coach de Arne Borg.
Les Jeux de Paris sont aussi marqués par une innovation sur le virage en sprint en nage libre, mais aussi en dos. Dans un bassin de 50 mètres, cette partie technique de la course prend plus d'importance que dans les bassins plus longs jusque là (100 mètres). Précédemment, le nageur pratiquait ce qu'on appelait le « virage de surface » : il s'agrippait au mur, pivotait et ne lâchait le mur que lorsqu'il s'apprêtait à pousser. Après la Première Guerre mondiale, le nageur américain Perry McGillivray avait mis au point le « virage plongeant », rendu célèbre lors des Jeux de 1924 par Johnny Weissmuller, et surnommé pour cette raison « virage Weissmuller ». Le nageur se contente de toucher rapidement le mur tout en pivotant en même temps et il repart avec une poussée sous l'eau, d'environ 5 mètres. La « culbute » n'arrive que plus tard et, là encore, uniquement sur le sprint. En effet, le « virage de surface » reste utilisé en demi-fond des années 1930 aux années 1950. Dawn Fraser lors de ses médailles sur le 100 mètres nage libre (de 1956 à 1964) continue à utiliser le « virage de surface », sans toutefois s'agripper. Il faut attendre le changement de règlement de la FINA en 1965 pour que la culbute se généralise,,.
Le programme est établi ainsi, :
- Messieurs
  - 100 mètres nage libre : séries 19 juillet à 10 h 30 ; demi-finales 19 juillet à 15 h ; finale 20 juillet à 15 h
  - 400 mètres nage libre : séries 16 juillet à 15 h ; demi-finales 17 juillet à 10 h 30 ; finale 18 juillet à 15 h
  - 1 500 mètres nage libre : séries 13 juillet à 10 h 30 et 15 h ; demi-finales 14 juillet à 15 h ; finale 15 juillet à 15 h
  - 4 × 200 mètres nage libre : séries 18 juillet à 10 h 30 ; demi-finales 18 juillet à 15 h ; finale 20 juillet à 10 h 30[N 6]
  - 100 mètres dos : séries 16 juillet à 10 h 30 ; demi-finales 17 juillet à 10 h 30 ; finale 18 juillet à 15 h
  - 200 mètres brasse : séries 15 juillet à 10 h 30 ; demi-finales 16 juillet à 15 h ; finale 17 juillet à 15 h

- Dames
  - 100 mètres nage libre : séries 19 juillet à 15 h ; demi-finales 20 juillet à 10 h 30 ; finale 20 juillet à 15 h
  - 400 mètres nage libre : séries 13 juillet à 15 h ; demi-finales 14 juillet à 15 h ; finale 15 juillet à 15 h
  - 4 × 100 mètres nage libre : finale 18 juillet à 10 h 30[N 7]
  - 100 mètres dos : séries 19 juillet à 15 h ; finale 20 juillet à 15 h[N 8]
  - 200 mètres brasse : séries 16 juillet à 15 h ; demi-finales 17 juillet à 15 h ; finale 18 juillet à 15 h

Dans la dernière demi-journée, le dimanche 20 juillet après-midi, se déroulent sous un beau soleil les finales des épreuves « reines » : les 100 mètres nage libre féminin et 100 mètres nage libre masculin ainsi que celle du 100 mètres dos féminin et deux finales de plongeon. La piscine accueille alors officiellement 7 000 spectateurs. D'après le journal L'Auto, le stade aurait été plein et on aurait refusé du monde. Cette demi-journée est considérée par les organisateurs comme l'apothéose des compétitions nautiques et elle leur rapporte près de 80 000 Francs. Dans la tribune officielle se trouvent les princes Carol de Roumanie et Gustave-Adolphe de Suède, le baron Pierre de Coubertin et le comte Jean de Castellane, président de la Fédération française de natation et de sauvetage. Ces quatre hommes remettent les récompenses des compétitions. Le président du Comité olympique français et du comité d'organisation des Jeux, Justinien Clary, est lui aussi présent. Deux stars japonaises du cinéma américain se trouvent aussi au premier rang dans les tribunes : Sessue Hayakawa et son épouse Tsuru Aoki,.
À l'issue des dernières épreuves, en fin d'après-midi du dimanche 20 juillet, la nageuse néerlandaise Marie Baron profite de l'organisation olympique en place pour tenter de battre le record du monde du 200 mètres brasse, elle qui avait été disqualifiée en série pour virage incorrect. Avec un temps de 3 min 24 s 20, elle ne réussit pas à battre le record d'Irene Gilbert (3 min 22 s 40) établi l'année précédente, mais elle nage neuf secondes plus vite que la nageuse Lucy Morton vainqueur olympique,,.
Ensuite, à la demande du public, Johnny Weissmuller effectue un « tour d'honneur » qui se transforme, à la grande joie des spectateurs, en un petit spectacle aquatique.
Les épreuves de natation aux Jeux de 1924 ont donc remporté un grand succès populaire, en termes de fréquentation. La presse de l'époque s'est aussi montrée élogieuse. Le nombre d'incidents a de plus été largement inférieur à ce qui s'est produit pour d'autres sports lors des Jeux (boxe ou escrime). Seules deux décisions des jurys ont été contestées : la disqualification de Marie Baron et a contrario la non-disqualification du dossiste tchécoslovaque Rudolf Piowaty, qui aurait été trop sur le côté selon les observateurs. Le New York Times du 11 juillet blâme l'organisation des Jeux et principalement la distance entre le lieu d'hébergement des nageuses et la piscine, pour justifier les (relatives) contreperformances de la favorite américaine Gertrude Ederle.

### Épreuves masculines

#### 100 mètres nage libremasculin

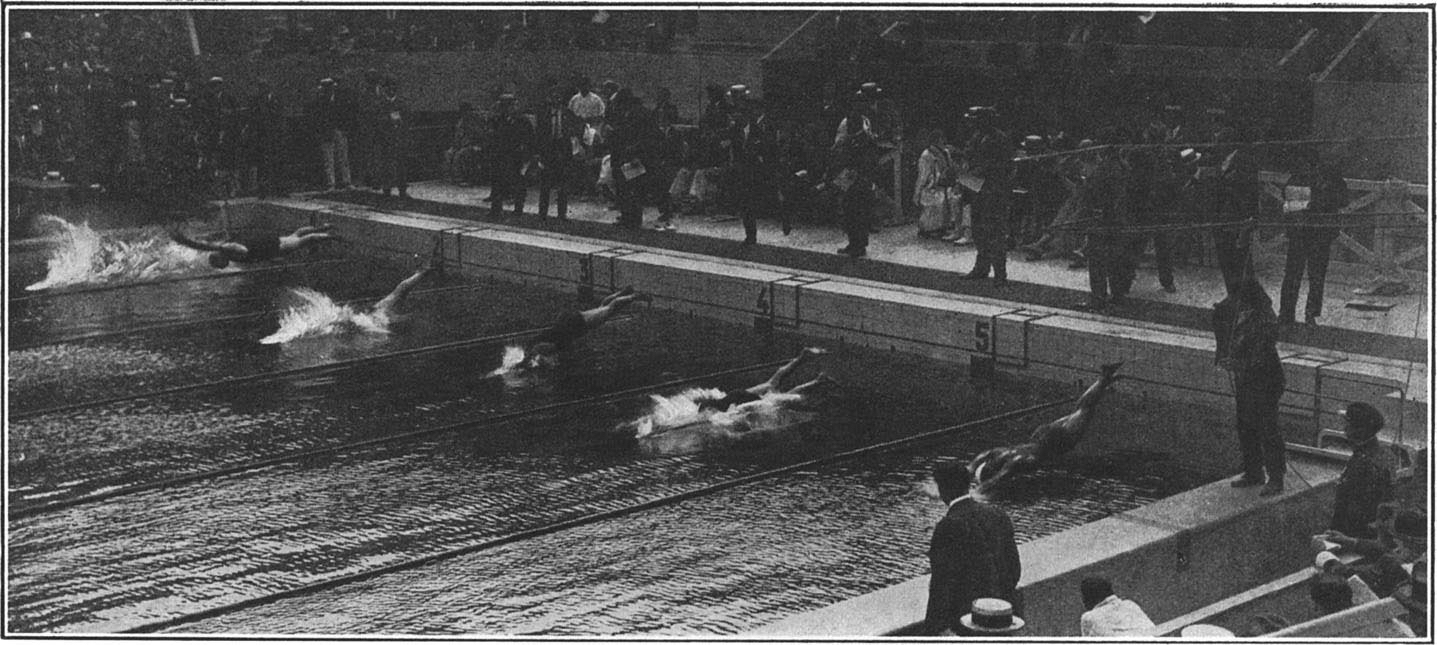
Départ de la première demi-finale du 100 mètres nage libre masculin. De gauche à droite (de haut en bas) : Duke Kahanamoku (USA) fini 1er ; Clayton Bourne (Canada) 5e ; Orvar Trolle (Suède) 4e ; Katsuo Takaishi (Japon) 3e ; István Bárány (Hongrie) 6e ; Samuel Kahanamoku (USA) 2e.

Le record olympique date des Jeux olympiques de 1920, établi en demi-finale par le tenant du titre Duke Kahanamoku. Cependant, Johnny Weissmuller, qui été le premier homme à passer sous la minute, détient le record du monde depuis 1922, en 58 s 60. Les séries ont lieu le 19 juillet à 10 h 30 ; les demi-finales le même jour à 15 h,.
Trente nageurs venus de quinze pays s'affrontent, le record de participation à une épreuve de natation depuis la recréation des Jeux. Pour la première fois aussi depuis cette recréation, tous les concurrents utilisent le crawl pour la nage libre,. Les séries sont facilement dominées par les favoris. Ceux-ci s'affrontent lors de demi-finales beaucoup plus rapides. Malgré tout, Weissmuller relâche son effort lors de sa course, se contentant d'assurer la victoire, gage de qualification en finale. Il bat tout de même le record olympique.
| Rang | Pays | Nom                | Temps        |                                            |
| ---- | ---- | ------------------ | ------------ | ------------------------------------------ |
| 1    |      | Johnny Weissmuller | 59 s         | Record olympique                           |
| 2    |      | Duke Kahanamoku    | 1 min 1 s 40 |                                            |
| 3    |      | Samuel Kahanamoku  | 1 min 1 s 80 |                                            |
| 4    |      | Arne Borg          | 1 min 2 s    |                                            |
| 5    |      | Katsuo Takaishi    | 1 min 3 s    |                                            |
| 6    |      | Orvar Trolle       |              | Décision du jury 6e temps des demi-finales |

La finale a lieu le dimanche 20 juillet après-midi, celui des finales des épreuves « reines » devant officiellement 7 000 spectateurs. Johnny Weissmuller, qui avait participé à la finale du 4 × 200 mètres le matin, s'y était contenté d'assurer l'avance de son équipe pour pouvoir être sûr de remporter le 100 mètres l'après-midi. La finale est malgré tout pour lui une course assez facile, même s'il bat son récent record olympique. Il devance largement ses compatriotes, les deux frères Kahanamoku. Le podium est donc intégralement américain. Le Suédois Arne Borg n'a pas démérité, ratant de peu le podium. Le Japonais Katsuo Takaishi réalise pour sa part une belle course,,. Comme pour toutes les autres épreuves, le jury accorde la sixième place « symbolique » de la finale au sixième temps des demi-finales, et donc non qualifié.
La médaille d'argent de Duke Kahanamoku (34 ans) sur le 100 mètres nage libre est sa dernière médaille olympique ; sa première remontait aux Jeux de Stockholm, douze ans plus tôt,.

#### 400 mètres nage libremasculin
| Rang | Pays | Nom                | Temps        |                                            |
| ---- | ---- | ------------------ | ------------ | ------------------------------------------ |
| 1    |      | Johnny Weissmuller | 5 min 4 s 20 | Record olympique                           |
| 2    |      | Arne Borg          | 5 min 5 s 60 |                                            |
| 3    |      | Andrew Charlton    | 5 min 6 s 60 |                                            |
| 4    |      | Åke Borg           | 5 min 26 s   |                                            |
| 5    |      | Jack Hatfield      | 5 min 32 s   |                                            |
| 6    |      | Lester Smith       |              | Décision du jury 6e temps des demi-finales |

Le record olympique date des Jeux olympiques de 1912, établi en finale par le Canadien George Hodgson en 5 min 24 s 40. Le record du monde appartient alors à l'Américain Johnny Weissmuller depuis mars 1923 en 4 min 57 s. Au total, sur l'ensemble des courses, sept nageurs sont passés sous le record d'Hodgson.
Les séries ont lieu le mercredi 16 juillet en fin d'après-midi et les demi-finales le 17 juillet le matin,. Pour cette épreuve aussi, tous les concurrents utilisent le crawl. Les séries sont facilement dominées par les favoris. Le record olympique vieux de 12 ans est battu à deux reprises en première et troisième séries. Johnny Weissmuller le bat à nouveau en demi-finale, tout en gérant son effort se contentant d'assurer sa qualification en finale. L'affrontement entre les frères suédois Arne et Åke Borg donne lieu à une belle deuxième demi-finale qui réjouit le public,.
La finale se déroule le vendredi 18 juillet à 15 h, devant un public nombreux : un peu plus de 4 000 spectateurs,.
La course est très disputée, avec un Johnny Weissmuller moins dominateur, ou un Arne Borg plus combatif que prévu. Après un bon départ, ce dernier s'accroche à l'Américain. Aux 100 mètres, c'est même le Suédois qui vire en tête en 1 min 4 s 20 contre 1 min 4 s 80 à Weissmuller. Les deux hommes restent au coude à coude. Ils virent ensemble aux 200 mètres en 2 min 23 s, avec un petit avantage à Weissmuller. Cependant, Borg repasse devant aux 300 mètres et vire en 3 min 45 s 20. Johnny Weissmuller produit son effort lors de la dernière longueur et réussit à distancer d'à peine un mètre cinquante Arne Borg à l'arrivée. Le record olympique est à nouveau largement battu. Pour la troisième place, l'Australien Andrew Charlton part moins vite et gère sa course à distance. Aux 300 mètres, il a huit mètres de retard. Il produit alors un énorme effort qui le ramène dans les pieds de Borg. Le quatrième, le Suédois Åke Borg, frère jumeau d'Arne Borg, et le cinquième, le vétéran britannique Jack Hatfield (31 ans), n'ont jamais inquiété les nageurs du podium. Ils nagent ensemble la quasi-totalité de la course avant que le Suédois distance le Britannique dans les derniers cent mètres,,. Comme pour toutes les autres épreuves, le jury accorde la sixième place « symbolique » de la finale au sixième temps des demi-finales, et donc non qualifié.

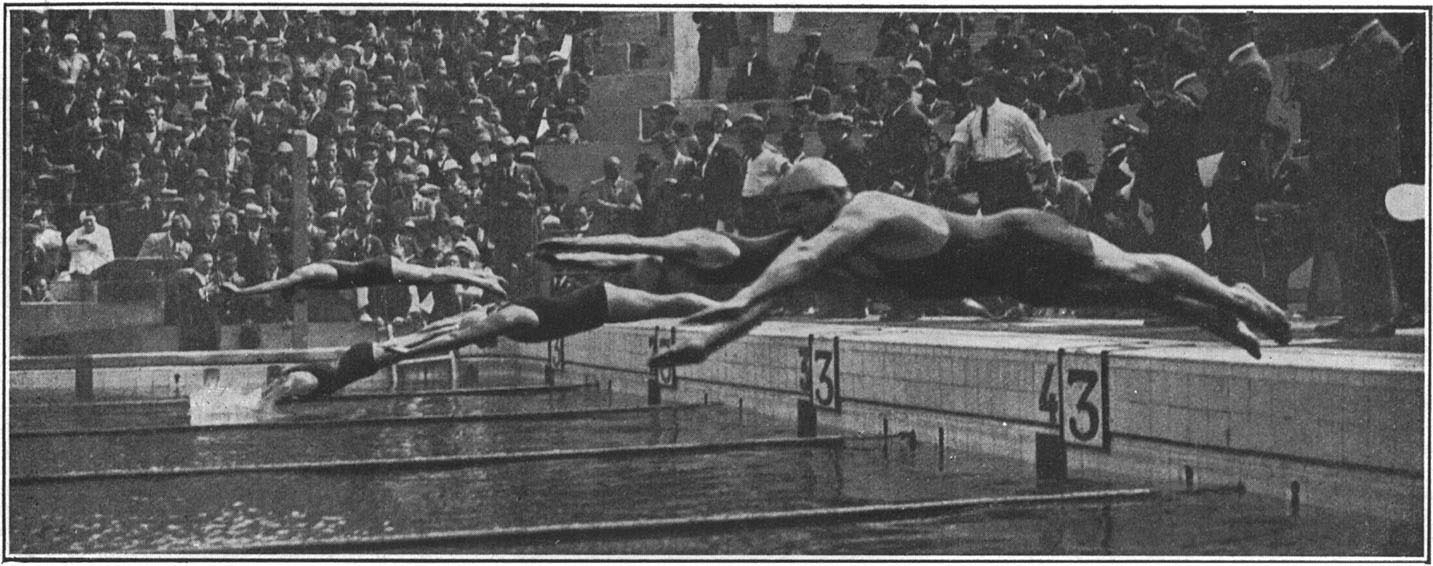
Départ de la finale. De gauche à droite : Johnny Weissmuller (USA) ; Arne Borg (Suède, déjà dans l'eau) ; Andrew Charlton (Australie) ; Åke Borg (Suède, frère de Arne Borg) ; Jack Hatfield (UK).
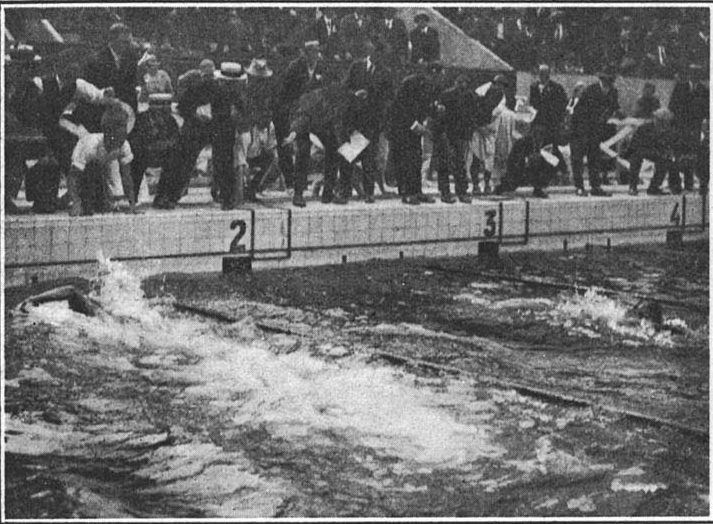
Arrivée de la finale. Ligne 1 : Johnny Weissmuller (USA vainqueur) ; ligne 2 : Arne Borg (Suède deuxième).

#### 1 500 mètres nage libremasculin
| Rang | Pays | Nom               | Temps          |                                            |
| ---- | ---- | ----------------- | -------------- | ------------------------------------------ |
| 1    |      | Andrew Charlton   | 20 min 6 s 60  | Record du monde et record olympique        |
| 2    |      | Arne Borg         | 20 min 41 s 40 |                                            |
| 3    |      | Frank Beaurepaire | 21 min 48 s 40 |                                            |
| 4    |      | Jack Hatfield     | 21 min 55 s 60 |                                            |
| 5    |      | Katsuo Takaishi   | 22 min 10 s 40 |                                            |
| 6    |      | Åke Borg          |                | Décision du jury 6e temps des demi-finales |

L'épreuve de 1 500 mètres nage libre masculin a eu lieu du 13 au 15 juillet 1924,, 22 nageurs venus de 12 pays s'affrontent.
Le record olympique date des Jeux olympiques de 1912, établi en finale par le Canadien George Hodgson en 22 min. Le record du monde appartient alors au Suédois Arne Borg en 21 min 35 s 60.
Les séries se font en deux temps le dimanche 13 juillet : trois le matin et les deux dernières dans l'après-midi. Pour cette épreuve, et c'est la grande nouveauté des Jeux de Paris, tous les concurrents utilisent le crawl. En effet, en 1920 encore, il y avait des tenants de la brasse pour les distances supérieures au 800 mètres. Après les Jeux, le crawl est devenu la règle. Le matin, Andrew Charlton (17 ans) bat le vieux record olympique d'Hodgson ainsi que le record du monde de Borg. Ce dernier reprend son bien l'après-midi même, lors d'une course où cette volonté est clairement affichée, à tel point qu'il devance le second, le Japonais Katsuo Takaishi de 100 mètres. Les performances des « vétérans », l'Australien Frank Beaurepaire (33 ans) et le Britannique Jack Hatfield (31 ans), qui se qualifient tous deux en demi-finale, sont appréciées du public. Durant les séries, le phénomène se produit aussi, dans une moindre mesure, pour les records de France des 800 et 1 500 mètres nage libre : battus le matin par Jean Rebeyrol, ils sont améliorés à nouveau dans l'après-midi par Salvator Pellegry,.
Les demi-finales le lendemain sont moins agitées. Les deux favoris nagent dans la même série. Charlton s'impose facilement dans ce qui préfigure la finale. La seconde demi-finale est marquée par une belle empoignade entre Beaurepaire et Takaishi, avec Åke Borg (frère jumeau du recordman du monde) dans le rôle d'arbitre. Si les deux premiers entrent en finale, Borg, réalisant le 6e au total, n'est pas qualifié, mais le jury lui accorde la sixième place « symbolique » de la finale,.
En finale, la lutte tant attendue entre l'Australien Andrew Charlton et le Suédois Arne Borg, qui avaient tous deux battu le record du monde lors des séries, tourne court. En effet, si Borg passe en tête aux 100 puis 200 mètres, il est dépassé par son rival qui, nageant tout en puissance, se détache peu à peu. Au 500 mètres, Charlton est irrémédiablement en tête. Au 1 000 mètres, il devance Borg de 25 mètres et de plus de 40 mètres à l'arrivée. Les temps de passage du vainqueur sont de 1 min 8 s aux 100 mètres, 2 min 26 s 60 aux 200 mètres, 10 min 35 s aux 800 mètres et 13 min 19 s 60 aux 1 000 mètres pour un nouveau record du monde de cette distance. À l'arrivée, le record du monde de Borg, établi deux jours plus tôt est amélioré de plus d'une minute, en 20 min 6 s 60. Même Borg explose son meilleur temps de près de 30 secondes. L'Australien Frank Beaurepaire, déjà médaillé de bronze sur cette distance à Londres en 1908 et Anvers en 1920, pourtant doublé aux 1 350 mètres par son compatriote, complète le podium,,.

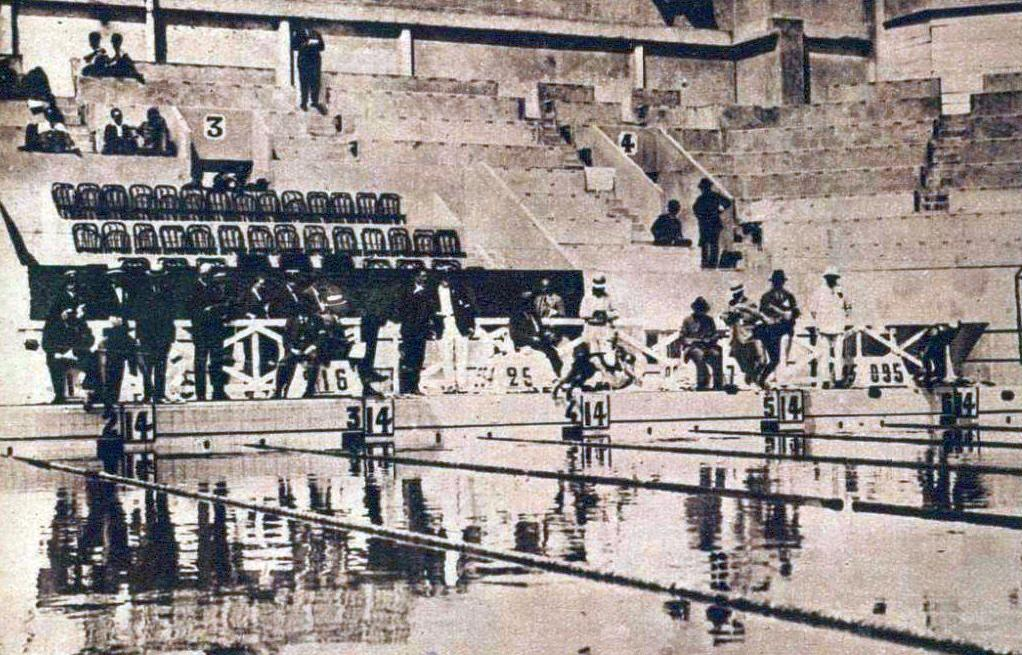
Départ d'une série du 1 500 mètres nage libre le dimanche 13 juillet.
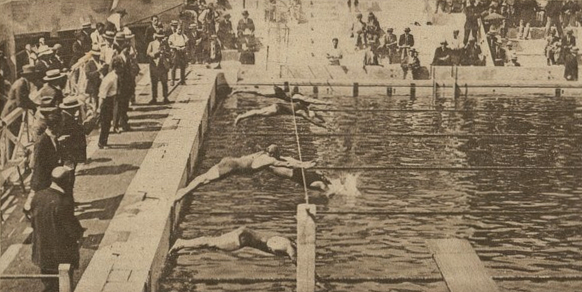
Départ de la finale du 1 500 mètres nage libre masculin. De bas en haut : Frank Beaurepaire (Aus) ; Jack Hatfield (GBR) ; Andrew Charlton (Aus) ; Katsuo Takaishi (Jap) ; Arne Borg (Swe).
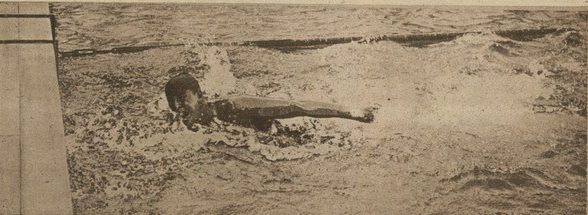
Arrivée de la finale du 1 500 mètres nage libre : Andrew Charlton touche en vainqueur.

#### 4 × 200 mètres nage libremasculin
L'épreuve de 4 × 200 mètres nage libre masculin a eu lieu les 18 et 20 juillet 1924.
Le record du monde (et record olympique) a été établi par les nageurs américains lors des Jeux olympiques d'Anvers en 1920, en 10 min 4 s 4.
La FINA n'avait pas anticipé le grand nombre de nations inscrites (16 au total, dont 13 partantes) et n'avait prévu que séries et finale. Le nombre de participants a obligé à faire des demi-finales. Ces dernières ont dû être organisées le même jour que les séries. C'est en partie pour cette raison que les principales nations ont utilisé pour la première fois les remplaçants, réservant certains nageurs pour la finale.
Les séries sont facilement dominées par les équipes favorites États-Unis, Australie et Suède, qui se retrouvent d'ailleurs sur le podium. L'équipe de France réalise une performance inattendue alors que l'équipe britannique, qui a engagé ses remplaçants, se qualifie de justesse,,. Les demi-finales restent dominées par les favoris, mais le relais japonais réalise un excellent temps le plaçant en embuscade pour la finale,,.
La finale se déroule le dimanche 20 juillet le matin, devant un peu plus de 1 700 spectateurs. Les meilleurs nageurs sont engagés par leur nation. Dès lors, le relais américain domine de bout en bout et s'adjuge un nouveau record du monde et olympique. Il vire effectivement avec déjà 10 mètres d'avance sur le Japon aux 100 mètres et n'est jamais inquiété. Johnny Weissmuller, dernier relayeur, qui vise le titre olympique sur le 100 mètres nage libre l'après-midi, se contente d'assurer la victoire de son équipe. Les Australiens terminent deuxièmes à près de dix secondes. Si le Japon vire à la deuxième place aux 100 mètres, l'Australie est, définitivement, passée devant aux 200 mètres. Le deuxième relayeur australien Andrew Charlton refait même le retard de son équipe sur les Américains, avant qu'elle soit à nouveau lâchée. Le suspense porte finalement pour la troisième marche du podium. Longtemps, l'équipe japonaise semble pouvoir réussir à accrocher le bronze. Lorsque le dernier relayeur suédois, Arne Borg, qui lui aussi nage la finale du 100 mètres l'après-midi, plonge, son équipe a 30 mètres de retard. Il fait un énorme effort : il parcourt la distance en 2 min 19 s, soit plus vite que chacun des relayeurs américains. Il parvient à dépasser et devancer les nageurs nippons. La Grande-Bretagne est, quant à elle, lâchée dès les premières longueurs et ne participe pas aux débats,,,,.
La médaille de bronze de l'Australien Frank Beaurepaire sur le 4 × 200 mètres nage libre est aussi sa dernière médaille olympique ; sa première remontait aux Jeux de Londres, seize ans plus tôt.

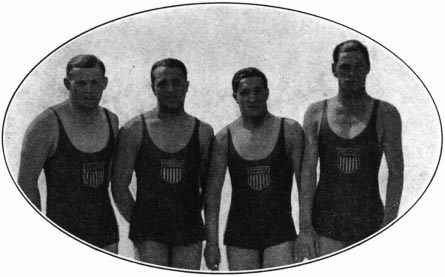
Relais américain vainqueur du ; de gauche à droite : Wally O'Connor, Ralph Breyer, Harrison Glancy et Johnny Weissmuller.

| Rang | Pays                                                                           | Temps          |                                            |
| ---- | ------------------------------------------------------------------------------ | -------------- | ------------------------------------------ |
| 1    | États-Unis (Ralph Breyer, Harrison Glancy, Wally O'Connor, Johnny Weissmuller) | 9 min 53 s 40  | (RM) et (RO)                               |
| 2    | Australie (Andrew Charlton, Moss Christie, Frank Beaurepaire, Ernest Henry)    | 10 min 2 s 20  |                                            |
| 3    | Suède (Arne Borg, Åke Borg, Orvar Trolle, Georg Werner)                        | 10 min 6 s 80  |                                            |
| 4    | Japon (Torahiko Miyahata, Kazuo Noda, Kazuo Onoda, Katsuo Takaishi)            | 10 min 15 s 20 |                                            |
| 5    | Grande-Bretagne (Harold Annison, Albert Dickin, Edward Peter, John Thomson)    | 10 min 29 s 40 |                                            |
| 6    | France (Guy Middleton, Henri Padou, Édouard Vanzeveren, Émile Zeibig)          |                | Décision du jury 6e temps des demi-finales |

#### 100 mètres dosmasculin
| Rang | Pays | Nom              | Temps         |                                            |
| ---- | ---- | ---------------- | ------------- | ------------------------------------------ |
| 1    |      | Warren Kealoha   | 1 min 13 s 20 | Record olympique                           |
| 2    |      | Paul Wyatt       | 1 min 15 s 40 |                                            |
| 3    |      | Károly Bartha    | 1 min 17 s 80 |                                            |
| 4    |      | Gérard Blitz     | 1 min 19 s 60 |                                            |
| 5    |      | Austin Rawlinson | 1 min 20 s    |                                            |
| 6    |      | Giyo Saito       |               | Décision du jury 6e temps des demi-finales |

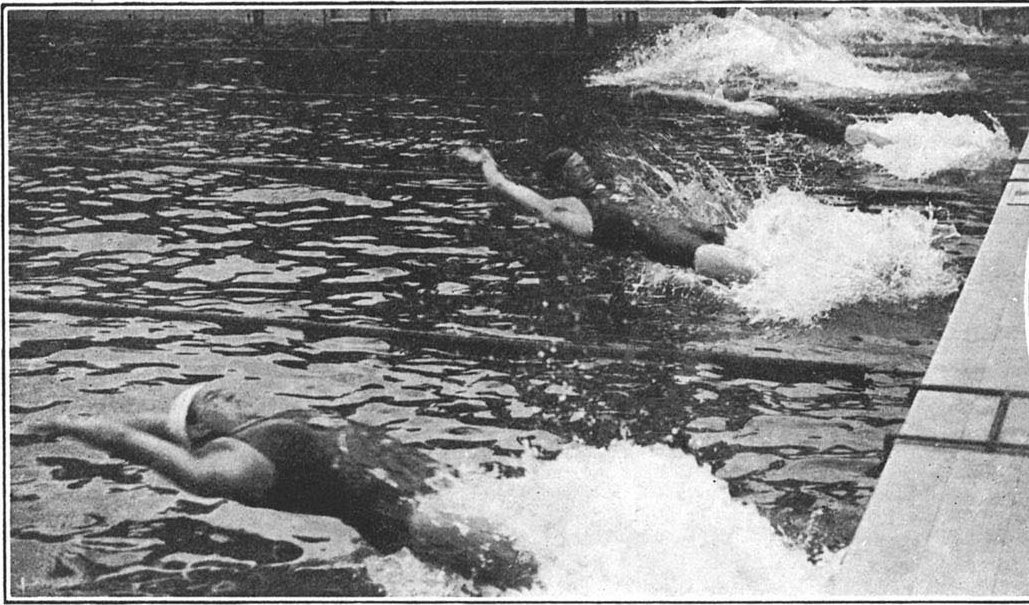
Départ de la finale.

L'épreuve de 100 mètres dos masculin a lieu du 16 au 18 juillet 1924. Tous les concurrents choisissent définitivement le style « dos crawlé », utilisé pour la première fois par Harry Hebner lors des Jeux olympiques de 1912 à Stockholm,.
Le record olympique date des Jeux olympiques de 1920, établi en séries par l'Américain Warren Kealoha en 1 min 14 s 80. Le record du monde appartient au même Kealoha en 1 min 12 s 40.
Le nageur hawaïen Warren Kealoha domine la compétition de bout en bout. Il améliore son propre record olympique en séries puis en finale. Les séries ont lieu très tard dans la matinée à cause de problèmes d’organisation des épreuves de plongeon qui se déroulent avant. Elles sont marquées par la disqualification pour départ anticipé d'un des favoris, l'Américain Henry Luning, qui avait pourtant réalisé le deuxième temps général. Le nageur français Émile Zeibig bat le record national et se qualifie en demi-finale. L'ordre d'arrivée des demi-finales est celui de la finale. Les deux nageurs américains Kealoha et Wyatt prennent rapidement la tête de la course et virent quasiment ensemble à mi-parcours. Kealoha fournit son effort dans les derniers 25 mètres. Il distance à l'arrivée son compatriote Wyatt de 2,5 mètres et conserve ainsi son titre en améliorant à nouveau le record olympique. Les trois autres nageurs ne peuvent que se disputer la troisième marche du podium, sans espoir de rattraper les Américains. Cette seconde course tourne à l'avantage du Hongrois Bartha,,,,.

#### 200 mètres brassemasculin
| Rang | Pays | Nom                | Temps         |                                            |
| ---- | ---- | ------------------ | ------------- | ------------------------------------------ |
| 1    |      | Robert Skelton     | 2 min 56 s 60 |                                            |
| 2    |      | Joseph De Combe    | 2 min 59 s 20 | (Record de Belgique)                       |
| 3    |      | William Kirschbaum | 3 min 1 s     |                                            |
| 4    |      | Bengt Linders      | 3 min 2 s 20  |                                            |
| 5    |      | Robert Wyss        | 3 min 5 s 60  |                                            |
| 6    |      | Thor Henning       |               | Décision du jury 6e temps des demi-finales |

Le 200 mètres brasse masculin a lieu du 15 au 17 juillet 1924,. La finale se déroule le jeudi 17 juillet en fin d'après-midi, devant un public d'un peu plus de 4 000 spectateurs. Avec 16 nations engagées, cette course établit le record des nations représentées lors des épreuves de natation.
Le record olympique remonte aux Jeux olympiques de Stockholm en 1912, établi en finale par l'Allemand Walter Bathe en 3 min 1 s 80. Le record du monde appartient à un autre Allemand, Erich Rademacher, en 2 min 54 s 40 depuis le printemps 1924.
Dès les séries, le vieux record olympique tombe, battu par l'Américain Robert Skelton en 2 min 56 s. De son côté, le Hongrois recordman du monde du 100 mètres brasse, Márton Sipos part vite et ne parvient pas à tenir la distance. Il n'entre pas en demi-finale. Celles-ci sont un duel à distance entre les deux favoris, l'Américain Skelton et le Belge Joseph De Combe, qui se neutralisent, réalisant le même temps pour gagner chacun leur course. Cependant, l'affrontement attendu en finale entre les deux hommes n'a pas lieu. Skelton part vite et contrôle la course de bout en bout. De Combe ne réussit même à accrocher la deuxième place que dans la dernière longueur. Il bat, malgré tout, le record de Belgique de la distance, tandis que les trois premiers nagent plus vite que le record olympique de 1912,,.
Le style de nage du vainqueur, l'Américain Robert Skelton, surprend les observateurs : il ramène très rapidement les bras vers l'avant, ce qui lui permet d'augmenter sa fréquence.

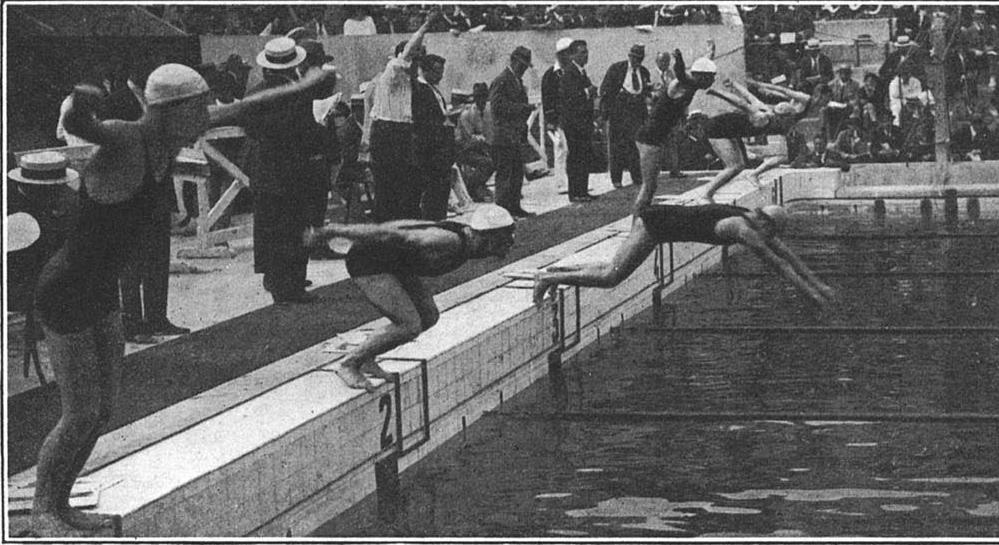
Départ de la 1re demi-finale. De gauche (bas) à droite (haut) : Robert Skelton (USA, vainqueur) ; Rudolf Piowaty (Tchécoslovaquie, 6e) ; Frigyes Hollósi (Hongrie, 4e) ; William Kirschbaum (USA, 2e) ; Robert Wyss (Suisse, 3e) ; Reginald Flint (GB, 5e)[106].
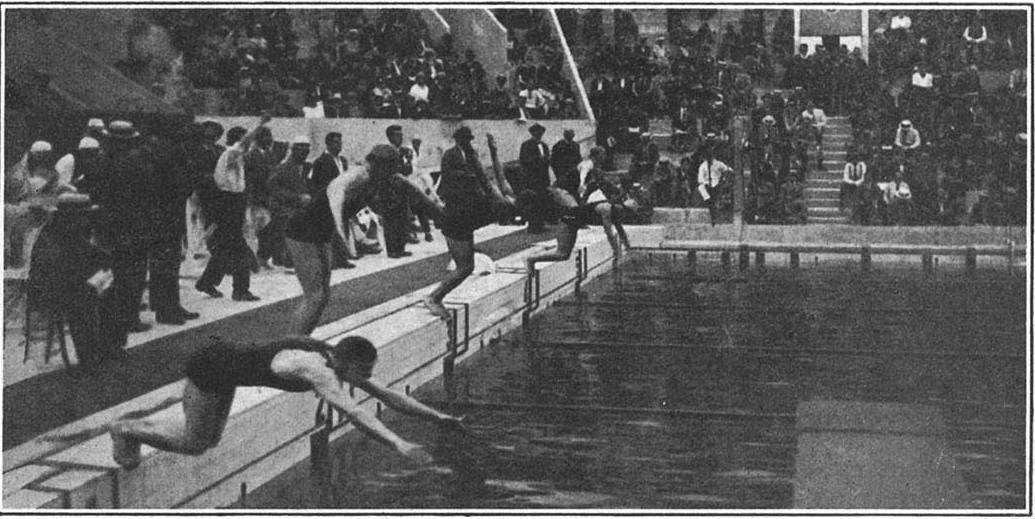
Départ de la 2e demi-finale. De gauche (bas) à droite (haut) : Edward Maw (GB, 4e) ; Bengt Linders (Suède, 2e) ; Joseph De Combe (Belgique, vainqueur) ; Zoltán Bitskey (Hongrie, 5e) ; Thor Henning (Suède, 3e)[106].

### Épreuves féminines

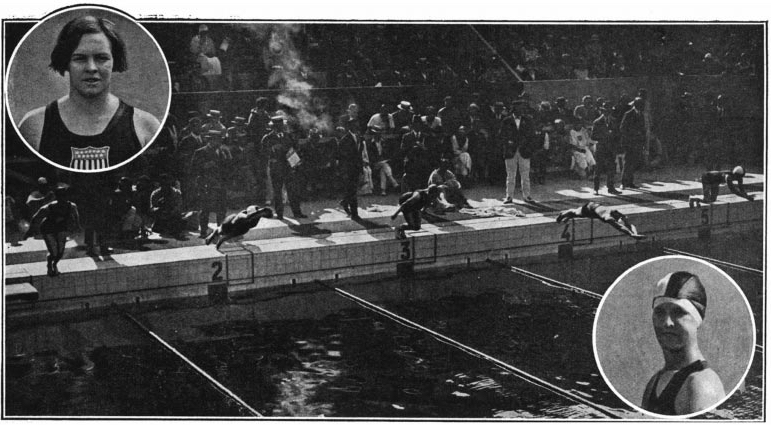
Départ de la finale du 100 mètres nage libre féminin. De gauche à droite : Constance Jeans (GB) termine 4e ; Mariechen Wehselau (USA) termine 2e ; Vera Tanner (GB) termine 5e ; Gertrude Ederle (USA) termine 3e ; Ethel Lackie (USA) termine ; coin haut gauche Mariechen Wehselau (USA) ; coin bas droite Gertrude Ederle (USA).

#### 100 mètres nage libreféminin
| Rang | Pays | Nom                | Temps         |                                            |
| ---- | ---- | ------------------ | ------------- | ------------------------------------------ |
| 1    |      | Ethel Lackie       | 1 min 12 s 40 |                                            |
| 2    |      | Mariechen Wehselau | 1 min 12 s 80 |                                            |
| 3    |      | Gertrude Ederle    | 1 min 14 s 20 |                                            |
| 4    |      | Constance Jeans    | 1 min 15 s 40 |                                            |
| 5    |      | Vera Tanner        | 1 min 20 s 80 |                                            |
| 6    |      | Marie Vierdag      |               | Décision du jury 6e temps des demi-finales |

L'épreuve du 100 mètres nage libre féminin a eu lieu du 19 au 20 juillet 1924,. Le record olympique remonte aux Jeux olympiques d'Anvers en 1920, établi en finale par l'Américaine Ethelda Bleibtrey en 1 min 13 s 60. Le record du monde appartient à une autre Américaine, Gertrude Ederle, en 1 min 12 s 80 depuis le printemps 1923.
Les remarquables performances des nageuses de cette épreuve ont fait dire aux observateurs que la natation féminine avait réalisé d'immenses progrès depuis ses débuts en 1912, justifiant pleinement par là son intégration dans le programme olympique.
Toutes les concurrentes ont adopté le crawl pour la nage libre,. La domination des nageuses américaines Ethel Lackie, Mariechen Wehselau et Gertrude Ederle est totale : elles réalisent les trois meilleures performances des séries, des demi-finales et de la finale, seul l'ordre changeant pour la finale. Derrière elles, deux des nageuses britanniques, Constance Jeans et Vera Tanner, réalisent les 4e et 5e temps des séries, demi-finales et finale. Toutes les autres nageuses sont reléguées à près de dix secondes des Américaines. Les records olympique et du monde sont battus en séries pour ne plus être améliorés,.
La finale est totalement dominée par les nageuses américaines, sans surprise. Cependant, alors que les observateurs prévoyaient un duel entre Mariechen Wehselau et Gertrude Ederle, qui avaient réalisé les deux meilleurs des séries et des demi-finales, elles se font surprendre par la jeune Ethel Lackie. Gertrude Ederle prend pourtant un bon départ et domine longtemps la course. Elle craque dans la partie finale et finit lâchée par ses adversaires. Wehselau concède une demi-longueur à Lackie. Selon le journal sportif L'Auto, Wehselau se serait concentré sur son duel contre Ederle et n'aurait pas vu Lackie sur l'extérieur, se faisant devancer dans les derniers mètres. La Britannique Constance Jeans finit au pied du podium, sans avoir démérité ni avoir pu vraiment rivaliser,,,.

#### 400 mètres nage libreféminin
| Rang | Pays | Nom              | Temps         |                                            |
| ---- | ---- | ---------------- | ------------- | ------------------------------------------ |
| 1    |      | Martha Norelius  | 6 min 2 s 20  | (RO)                                       |
| 2    |      | Helen Wainwright | 6 min 3 s 80  |                                            |
| 3    |      | Gertrude Ederle  | 6 min 4 s 80  |                                            |
| 4    |      | Doris Molesworth | 6 min 25 s 40 |                                            |
| n.c  |      | Gwitha Shand     |               | Abandon aux 300 mètres                     |
| 6    |      | Vera Tanner      |               | Décision du jury 6e temps des demi-finales |

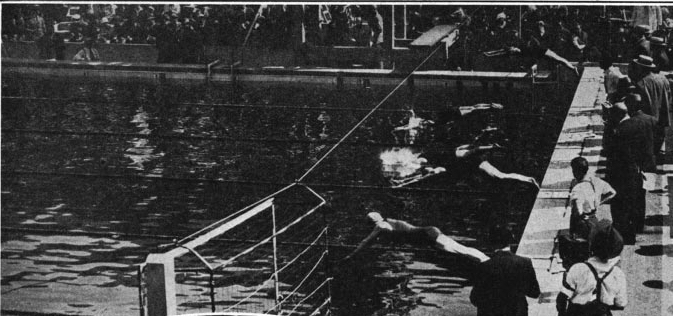
Départ de la finale. De bas en haut : Doris Molesworth (GB) termine 4e ; Martha Norelius (USA) vainqueur ; Gertrude Ederle (USA) termine 3e ; Gwitha Shand (NZ) abandon ; Helen Wainwright (USA) termine 2e.

L'épreuve de 400 mètres nage libre féminin a eu lieu du 13 au 15 juillet 1924,. C'est la première fois que cette épreuve a lieu : à Anvers en 1920 ne s'était couru qu'un 300 mètres. Il n'y a donc pas encore de record olympique. Le record du monde appartient à une Américaine, Gertrude Ederle, en 5 min 53 s 20 depuis 1922. Pour cette épreuve aussi, tous les concurrentes utilisent le crawl.
La course est dominée, des séries à la finale, par les trois nageuses américaines Martha Norelius, Helen Wainwright et Gertrude Ederle. La suprématie anglo-saxonne est complétée par les performances des trois nageuses britanniques Doris Molesworth, Constance Jeans et Vera Tanner et de la nageuse néo-zélandaise Gwitha Shand. Une nageuse danoise Hedevig Rasmussen et une Française Mariette Protin réussissent à se hisser en demi-finale, mais sont éliminées. Malgré des records de France de la distance en séries et demi-finale, les nageuses françaises (Ernestine Lebrun et Mariette Protin) ne sont pas de taille à rivaliser,,,,,.
En finale, alors que tous les pronostics donnaient Gertrude Ederle vainqueur, celle-ci se fait surprendre dans la dernière longueur par ses deux compatriotes. Les trois nageuses américaines Martha Norelius, Helen Wainwright et Gertrude Ederle terminent groupées, vingt secondes devant leur concurrente britannique Doris Molesworth. Gertrude Ederle mène la course les sept premières longueurs. Elle passe vite aux 100, 200 et 300 mètres. Elle n'est rattrapée et dépassée que dans les 40 derniers mètres. C'est dans le sprint final que se décident les première et deuxième marches du podium. Après l'abandon de la Néo-Zélandaise Gwitha Shand, la Britannique Doris Molesworth se retrouve seule à gérer sa course,,,. Martha Norelius est donc la première championne olympique de l'histoire du 400 mètres nage libre.

#### 4 × 100 mètres nage libreféminin
L'épreuve du 4 × 100 mètres nage libre féminin a eu lieu le 18 juillet après-midi, devant un peu plus de 4 000 spectateurs.
Avec six nations engagées, c'est le plus grand nombre d'équipes alignées pour cette épreuve depuis sa création en 1912 à Stockholm. Cependant, avec ce petit nombre de relais, il suffit d'une seule course, la finale. Le relais américain domine sans aucun problème, prenant la tête de la course immédiatement et terminant avec près de 25 mètres d'avance sur le relais britannique. Les Américaines établissent un nouveau record du monde et abaissent de 13 secondes le record olympique établi, déjà par l'équipe américaine, à Anvers en 1920. L'équipe suédoise ne peut rivaliser et termine troisième, distancée. Les trois derniers relais se disputent âprement les places d'honneur. La première relayeuse française, Ernestine Lebrun, réussit à garder son équipe dans le trio de tête à 10 mètres des Américaines. Cependant, Bibienne Pellegry est doublée par ses deux adversaires scandinaves. Gilberte Mortier et Mariette Protin tentent à toutes forces de revenir, mais n'y réussissent pas,,.

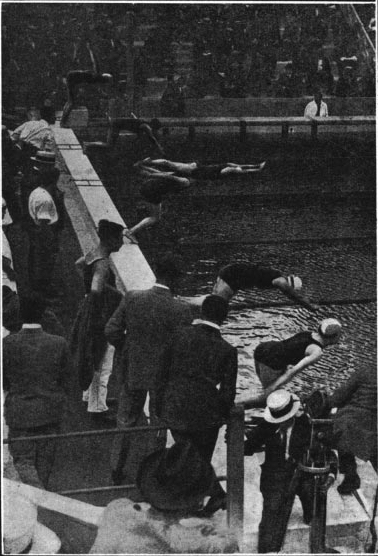
Départ du ; de bas en haut : France, USA, Pays-Bas, Grande-Bretagne, Danemark et Suède.

| Rang | Pays (nageuses par ordre de départ)                                                  | Temps         |              |
| ---- | ------------------------------------------------------------------------------------ | ------------- | ------------ |
| 1    | États-Unis (Gertrude Ederle, Mariechen Wehselau, Euphrasia Donnelly et Ethel Lackie) | 4 min 58 s 80 | (RM) et (RO) |
| 2    | Grande-Bretagne (Grace McKenzie, Constance Jeans, Florence Barker et Vera Tanner)    | 5 min 17 s    |              |
| 3    | Suède (Hjördis Töpel, Gulli Ewerlund, Wivan Pettersson et Aina Berg)                 | 5 min 35 s    |              |
| 4    | Danemark (Agnete Olsen, Vibeke Møller, Hedevig Rasmussen et Karen Maud Rasmussen)    | 5 min 42 s 40 |              |
| 5    | France (Ernestine Lebrun, Bibienne Pellegry, Gilberte Mortier et Mariette Protin)    | 5 min 43 s 40 |              |
| 6    | Pays-Bas (Marie Vierdag, Alida Bolten, Marie Baron et Truus Klapwijk)                | 5 min 45 s 80 |              |

#### 100 mètres dosféminin
| Rang | Pays | Nom               | Temps         |                                            |
| ---- | ---- | ----------------- | ------------- | ------------------------------------------ |
| 1    |      | Sybil Bauer       | 1 min 23 s 20 | (RM et RO)                                 |
| 2    |      | Phyllis Harding   | 1 min 27 s 40 |                                            |
| 3    |      | Aileen Riggin     | 1 min 28 s 20 |                                            |
| 4    |      | Florence Chambers | 1 min 30 s 80 |                                            |
| 5    |      | Jarmila Müllerová | 1 min 31 s 20 |                                            |
| 6    |      | Ellen King        |               | Décision du jury 6e temps des demi-finales |

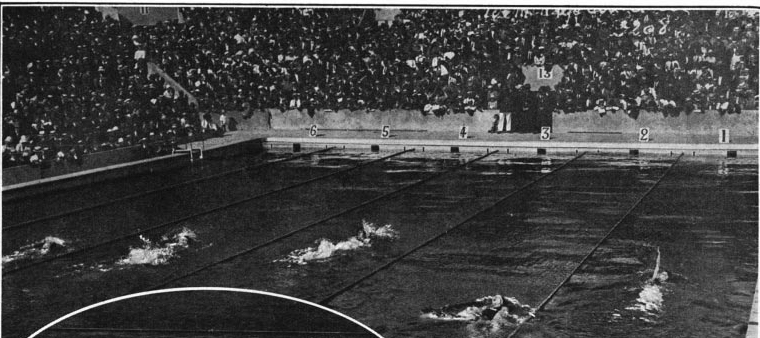
Finale du 100 mètres dos dames JO Paris 1924. De gauche à droite : Florence Chambers (USA) termine 4e ; Aileen Riggin (USA) 3e ; Sybil Bauer (USA) 1ère ; Jarmila Müllerová (TCHE) 5e ; Phyllis Harding (GBR) 2e.

C'est la première fois que cette épreuve a lieu. Il n'y a donc pas encore de record olympique. Le record du monde appartiendrait à la Tchécoslovaque Jarmila Müllerová,. Le nombre réduit de concurrentes (dix) amène à l'annulation des demi-finales. Il n'y a donc que deux séries et une finale. Celle-ci se déroule le dimanche 20 juillet après-midi, la grande après-midi des finales, devant un peu moins de 7 000 spectateurs. L'épreuve est survolée par l'Américaine Sybil Bauer, première championne olympique de l'histoire sur cette distance. Elle établit et bat les marques olympique et mondiale. La Britannique Phyllis Harding réussit à empêcher une totale domination américaine,,,,.
Contrairement aux hommes qui ont tous adopté le « dos crawlé » avec un retour aérien alterné des bras et des battements de jambes, une partie des nageuses utilise encore l'« ancien style », le « dos brassé »,,. L'élimination de ces dernières, hormis la Tchécoslovaque Jarmila Müllerová, dès les séries est considérée comme la preuve définitive de la supériorité du « nouveau style ». Sa dernière place en finale signe la disparition de cette technique moins performante que le « dos crawlé ».

#### 200 mètres brasseféminin
| Rang | Pays | Nom              | Temps         |  |
| ---- | ---- | ---------------- | ------------- |  |
| 1    |      | Lucy Morton      | 3 min 33 s 20 |  |
| 2    |      | Agnes Geraghty   | 3 min 34 s    |  |
| 3    |      | Gladys Carson    | 3 min 35 s 40 |  |
| 4    |      | Wivan Pettersson | 3 min 37 s 60 |  |
| 5    |      | Irene Gilbert    | 3 min 38 s    |  |
| 6    |      | Laure Koster     | 3 min 39 s 20 |  |
| 7    |      | Hjördis Töpel    | 3 min 47 s 60 |  |

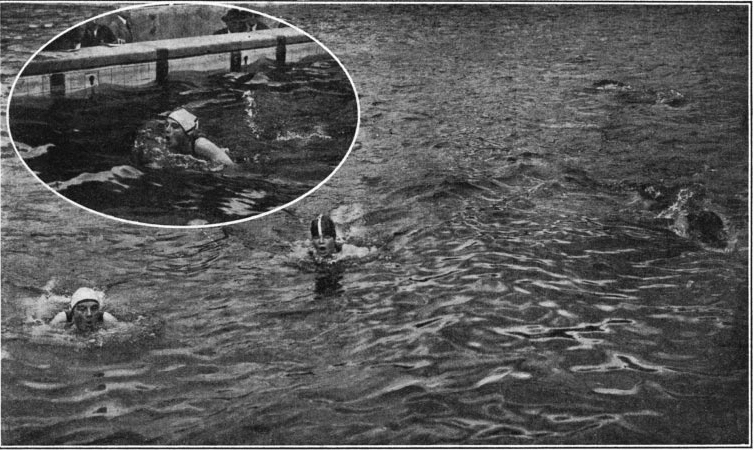
Dernière longueur de la finale. De gauche à droite : Lucy Morton (GBR, 1ère); Agnes Geraghty (USA, 2e); Gladys Carson (GBR, 3e). Médaillon : la vainqueur Lucy Morton nageant.

Cette épreuve est, elle aussi, disputée pour la première fois. L'Américaine Agnes Geraghty établit donc, dès la première série, le record olympique ; cependant, il n'est ensuite plus battu. Dans cette première série, la Néerlandaise Marie Baron nage 3 min 22 s 60, ce qui aurait été le meilleur temps de la compétition (cinq secondes plus vite que l'Américaine Geraghty et dix secondes plus vite que la finale), si elle n'avait été disqualifiée pour virage incorrect,. Le petit nombre de nageuses a obligé à n'organiser que trois séries. Comme sont qualifiées les deux premières de chaque série et la meilleure troisième, c'est donc une finale à sept qui se déroule. Pour l'occasion, les lignes d'eau ont été retirées,.
Cette finale se déroule le vendredi 18 juillet en fin d'après-midi, devant un peu plus de 4 000 spectateurs. Dans un premier temps, l'Américaine Agnes Geraghty semble facilement dominer l'épreuve. Elle part vite et vire en tête, détachée, aux 100 mètres. C'est alors que les Britanniques Lucy Morton et Gladys Carson produisent leur effort. Elles remontent peu à peu leur adversaire. Les trois nageuses virent quasiment ensemble aux 150 mètres. Dans une dernière longueur très éprouvante pour les concurrentes, Lucy Morton finit par doubler l'Américaine pour s'imposer d'une main dans un suprême dernier effort. Derrière, la Suédoise Wivan Pettersson revient fort pour tenter de contester la troisième place sur le podium à Gladys Carson, sans succès. La contreperformance de la Britannique, recordwoman du monde et grande favorite, Irene Gilbert s'explique par une maladie qui a failli lui faire déclarer forfait,,,. La Britannique Lucy Morton est donc la première championne olympique de l'histoire sur 200 mètres brasse. Elle est aussi la première Britannique à être championne olympique de natation en individuel.

## Podiums
Les trois premiers ou premières de chaque épreuve sont récompensés d'une médaille et d'un diplôme olympique : une médaille de vermeil (argent recouvert d'or) au premier ; une médaille d'argent au deuxième ; une médaille de bronze au troisième.

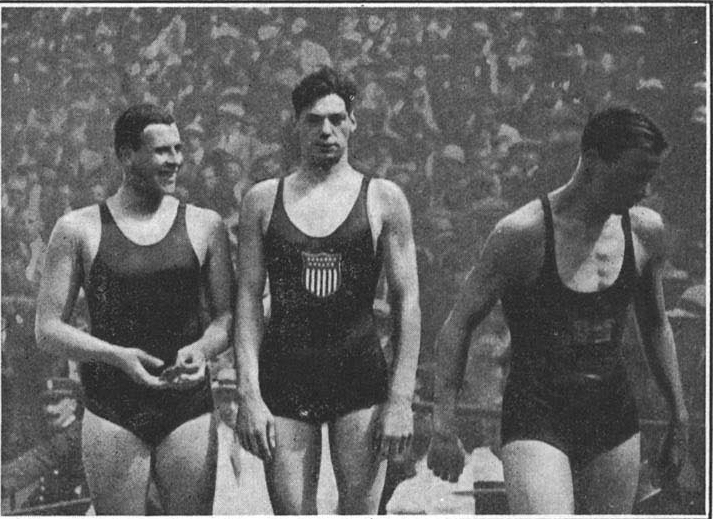
Podium du 400 mètres nage libre masculin. De gauche à droite : Andrew Charlton (Australie) 3e ; Johnny Weissmuller (USA) 1er ; Arne Borg (Suède) 2e.
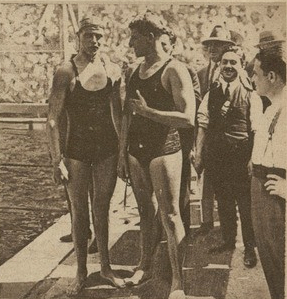
Les deux premiers du 1 500 mètres nage libre masculin : Andrew Charlton (1er) à droite et Arne Borg (2e) à gauche.
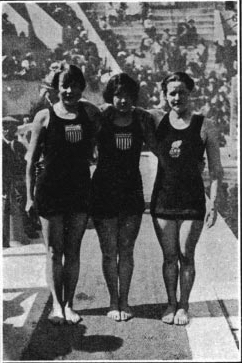
Podium du 400 mètres nage libre féminin. De gauche à droite : Martha Norelius (USA) 1re ; Helen Wainwright (USA) 2e ; Gertrude Ederle (USA) 3e.

### Hommes
| Épreuves             | Or | Argent | Bronze |
| Nage libre           | | | |
| 100 m                | Johnny Weissmuller États-Unis 59 s (RO) | Duke Kahanamoku États-Unis 1 min 1 s 40                                                                                      | Samuel Kahanamoku États-Unis 1 min 1 s 80                                                                  |
| 400 m                | Johnny Weissmuller États-Unis 5 min 4 s 20 (RO)                                                                                             | Arne Borg Suède 5 min 5 s 60                                                                                                 | Andrew Charlton Australie 5 min 6 s 60                                                                     |
| 1 500 m              | Andrew Charlton Australie 20 min 6 s 60 (RM) et (RO)                                                                                        | Arne Borg Suède 20 min 41 s 40                                                                                               | Frank Beaurepaire Australie 20 min 48 s 40                                                                 |
| Dos                  | | | |
| 100 m                | Warren Kealoha États-Unis 1 min 13 s 20 (RO)                                                                                                | Paul Wyatt États-Unis 1 min 15 s 40                                                                                          | Károly Bartha Hongrie 1 min 17 s 80                                                                        |
| Brasse               | | | |
| 200 m                | Robert Skelton États-Unis 2 min 56 s 60 | Joseph De Combe Belgique 2 min 59 s 20                                                                                       | William Kirschbaum États-Unis 3 min 10 s                                                                   |
| Relais               | | | |
| 4 × 200 m nage libre | États-Unis Ralph Breyer Harrison Glancy Wally O'Connor Johnny Weissmuller (Dick Howell en séries et demi-finale) 9 min 53 s 40 (RM) et (RO) | Australie Andrew Charlton Moss Christie Frank Beaurepaire Ernest Henry (Ivan Stedman en séries et demi-finale) 10 min 2 s 20 | Suède Arne Borg Åke Borg Orvar Trolle Georg Werner (Thor Henning et Gösta Persson en séries) 10 min 6 s 80 |

### Femmes
| Épreuves             | Or | Argent                                                                                | Bronze                                                                      |
| Nage libre           | |                                                                                       |                                                                             |
| 100 m                | Ethel Lackie États-Unis 1 min 12 s 40                                                                    | Mariechen Wehselau États-Unis 1 min 12 s 80                                           | Gertrude Ederle États-Unis 1 min 14 s 20                                    |
| 400 m                | Martha Norelius États-Unis 6 min 2 s 20 (RO)                                                             | Helen Wainwright États-Unis 6 min 3 s 80                                              | Gertrude Ederle États-Unis 6 min 4 s 80                                     |
| Dos                  | |                                                                                       |                                                                             |
| 100 m                | Sybil Bauer États-Unis 1 min 23 s 20 (RM) et (RO)                                                        | Phyllis Harding Grande-Bretagne 1 min 27 s 40                                         | Aileen Riggin États-Unis 1 min 28 s 20                                      |
| Brasse               | |                                                                                       |                                                                             |
| 200 m                | Lucy Morton Grande-Bretagne 3 min 33 s 20                                                                | Agnes Geraghty États-Unis 3 min 34 s                                                  | Gladys Carson Grande-Bretagne 3 min 35 s 40                                 |
| Relais               | |                                                                                       |                                                                             |
| 4 × 100 m nage libre | États-Unis Euphrasia Donnelly Gertrude Ederle Ethel Lackie Mariechen Wehselau 4 min 58 s 80 (RM) et (RO) | Grande-Bretagne Florence Barker Constance Jeans Grace McKenzie Vera Tanner 5 min 17 s | Suède Aina Berg Gulli Ewerlund Wivan Pettersson Hjördis Töpel 5 min 35 s 60 |

## Tableau des médailles
| Rang  | Pays            | Médaille d'or | Médaille d'argent | Médaille de bronze | Total |
| 1     | États-Unis      | 9             | 5                 | 5                  | 19    |
| 2     | Grande-Bretagne | 1             | 2                 | 1                  | 4     |
| 3     | Australie       | 1             | 1                 | 2                  | 4     |
| 4     | Suède           | 0             | 2                 | 2                  | 4     |
| 5     | Belgique        | 0             | 1                 | 0                  | 1     |
| 6     | Hongrie         | 0             | 0                 | 1                  | 1     |
| Total | Total           | 11            | 11                | 11                 | 33    |